# Дзержинский район (Талды-Курганская область)
Дзержинский район — административная единица Алма-Атинской и Талды-Курганской областей, существовавшая в 1936—1957 годах.

## История
Дзержинский район (с центром п. Колпаковка, который был переименован в п. Дзержинский) был образован 29 июня 1936 года в составе Алма-Атинской области Казакской АССР из части Андреевского района. В его состав вошли сельсоветы Герасимовский, Глиновский, Дзержинский, Ельтайский, Надеждинский и Успеновский.
15 марта 1944 года Дзержинский район был передан в Талды-Курганскую область.
В 1954 году были упразднены Елтайский и Успенский с/с.
5 ноября 1957 года Дзержинский район был упразднён, а его территория возвращена в Андреевский район.